# Le Volant d’Or de Toulouse 2004
Der Volant d’Or de Toulouse 2004 im Badminton fand vom 18. bis zum 21. November 2004 in Cahors statt.

## Sieger und Platzierte
| Disziplin    | Gold                                  | Silber                            | Bronze                           |
| ------------ | ------------------------------------- | --------------------------------- | -------------------------------- |
| Herreneinzel | Chetan Anand                          | Kasper Ødum                       | Arif Rasidi                      |
| Herreneinzel | Chetan Anand                          | Kasper Ødum                       | Marc Zwiebler                    |
| Dameneinzel  | Ella Karachkova                       | Sara Persson                      | Anna Rice                        |
| Dameneinzel  | Ella Karachkova                       | Sara Persson                      | Petya Nedelcheva                 |
| Herrendoppel | Rupesh Kumar Sanave Thomas            | Kristof Hopp Ingo Kindervater     | Bertrand Gallet Mihail Popov     |
| Herrendoppel | Rupesh Kumar Sanave Thomas            | Kristof Hopp Ingo Kindervater     | Ian Palethorpe Paul Trueman      |
| Damendoppel  | Anastasia Russkikh Petya Nedelcheva   | Jwala Gutta Shruti Kurien         | Birgit Overzier Michaela Peiffer |
| Damendoppel  | Anastasia Russkikh Petya Nedelcheva   | Jwala Gutta Shruti Kurien         | Elodie Eymard Weny Rahmawati     |
| Mixed        | Svetoslav Stoyanov Anastasia Russkikh | Jean-Michel Lefort Weny Rahmawati | Stephen Foster Jenny Day         |
| Mixed        | Svetoslav Stoyanov Anastasia Russkikh | Jean-Michel Lefort Weny Rahmawati | Robin Middleton Sarah Bok        |